# Milijon
Milijón (in ne miljon) je tisoč tisočic. Zapis v obliki števila je 1000000 ali zaradi preglednosti 1 000 000 ali tudi 1.000.000, matematično pa 106. Milijon (nekih) enot zapišemo kot znanstveno predpono tudi mega (npr: megavat, megawatt, MW). 
Beseda milijon pomeni tudi nedoločeno, zelo veliko količino: na nebu je na milijone zvezd, beseda milijonar pa se uporabja tudi v pomenu zelo bogatega človeka.
Brezrasežna števila med 106 in 108 si lahko lažje predstavljamo z naslednjim seznamom:
- Zemljepisni kraji: GEOnet Names Server NIMA vsebuje okoli 3,88 milijone imen zemljepisnih krajev zunaj ZDA s 5,34 milijoni imen. Geografski informacijski sistem imen (GNIS - Geographic Names Information System) Geodetskega urada ZDA ima skoraj 2 milijona fizičnih in kulturnih zemljepisnih krajev znotraj ZDA.
- Vrste: Svetovni inštitut sredstev (WRI - World Resources Institute) trdi, da so poimenovali okoli 1,4 milijona vrst od neznanega števila vseh vrst (ocene so med 2 do 100 milijonov vrst).
- Šah: Obstaja 2 279 184 rešitev problema n dam za n = 15.
- Igralne karte: Obstaja 2 598 960 različnih delitev petih kart pri pokru od standardnega kupa 52.
- Jeziki: okrog 28 milijonov govorcev govori južnoslovanske jezike
- Spletne strani: do julija 2003 spletni nadzornik Netcraft ocenjuje, da obstaja 42 milijonov različnih spletnih strani.
- Knjige: Britanska knjižnica trdi, da hrani prek 150 milijonov knjig. Kongresna knjižnica (Library of Congress) trdi, da hrani okoli 119 milijonov knjig. Glej Gutenbergova galaksija.
- CD: Odvisno od tipa in drugih činiteljev lahko CD vsebuje okoli 600 do 750 milijonov bajtov podatkov. Sodoben računalniški pogon CD-jev lahko bere ali zapisuje to količino podatkov v nekaj minutah.